# Kuchyně Normanských ostrovů

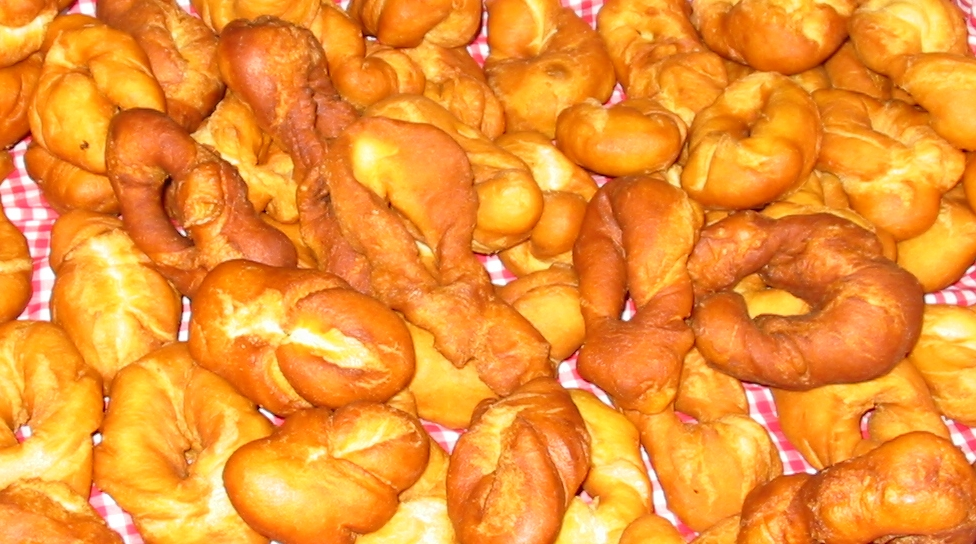
Jersey wonders

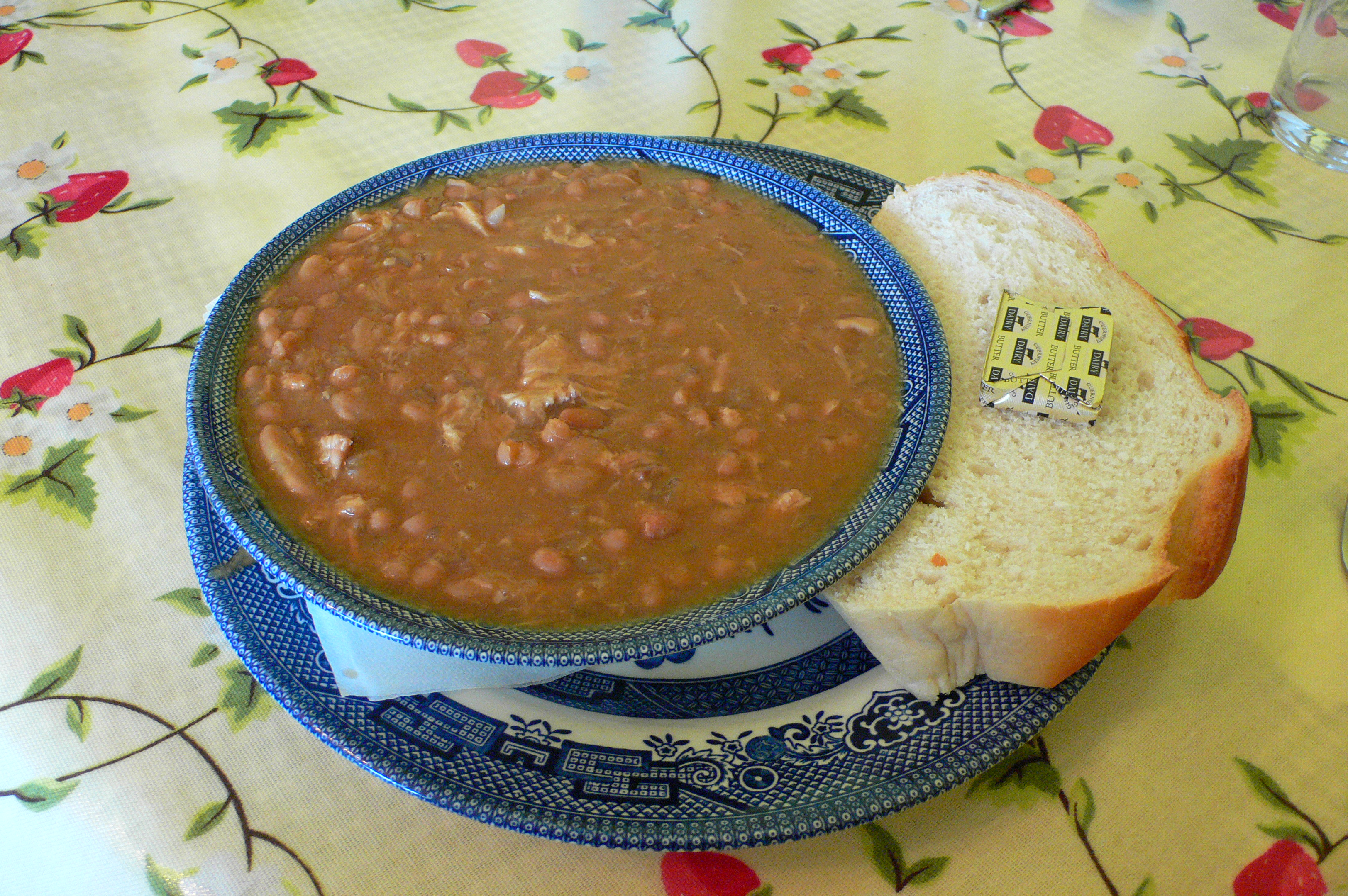
Bean jar

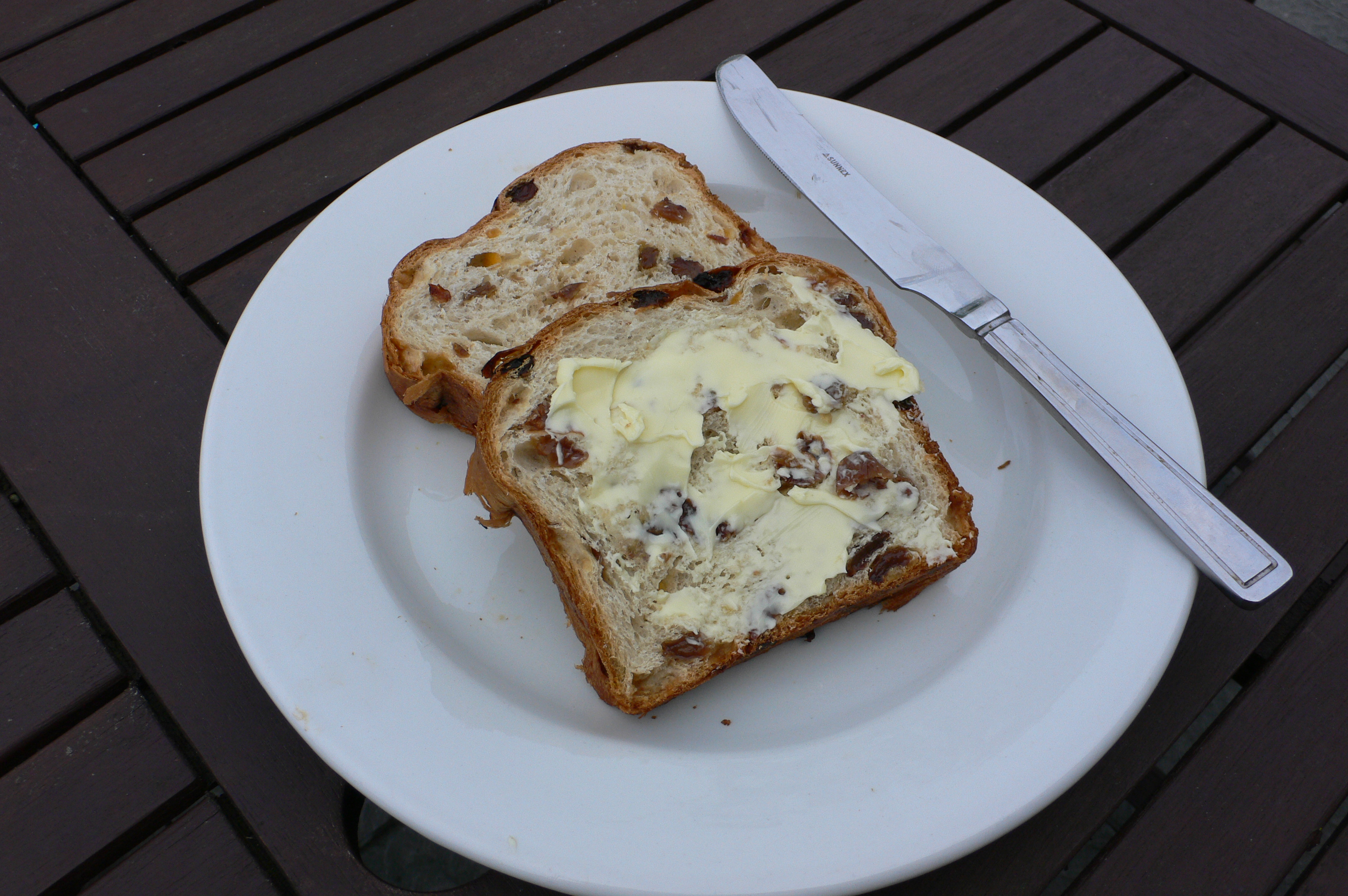
Gâche

Kuchyně Normanských ostrovů (neboli Channel Islands) Jersey, Guernsey, Alderney, Sark a Hern v sobě spojuje anglické a francouzské vlivy. Používají se především mořské plody, ryby, mléčné výrobky, jablka a brambory. Vyrábějí se různé sýry a cider. Na ostrovech Jersey a Sark jsou také vinice.

## Jerseyská kuchyně
Příklady pokrmů z Jersey:
- Bean crock, pokrm z fazolí, cibule a vepřových nožiček[5]
- Fiottes, kuličky z těsta vařené v mléce
- La Soupe d’Anguilles, polévka z úhořů
- Jersey wonders (Des Mervelles), smažené sladké pečivo[6]
- Bean jar, pokrm z vepřového masa a fazolí

## Guernseyská kuchyně
Příklady pokrmů z Guernsey:
- Ormer Casserole, pokrm z mušlí, vepřového masa, zeleniny a šalotky[7]
- Fort grey, plísňový sýr[8]
- Gâche, sladké pečivo plněné sušeným ovocem, podobné štóle[9]
- Bean jar